# Fri Fart

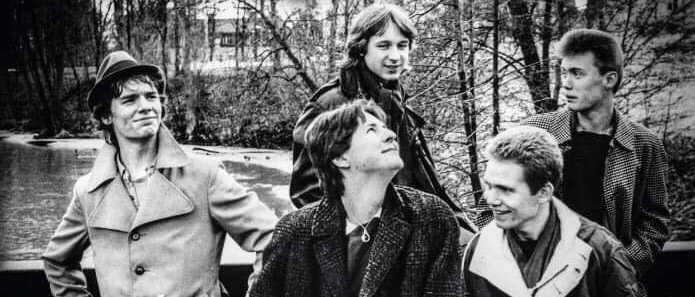
Medlemmarna i Fri Fart

Fri Fart, också känd som Besserwisser, var en musikgrupp från Västerås aktiva mellan åren 1979-1984, och bestod av medlemmarna Stefan Olsson (Trummor), Magnus Edlund (elbas, körsång), Dan Pettersson (keyboard), Jonas Paulsson (gitarr, körsång) och Anders Siösteen "Governor Andy" (sång). Fri Fart har spelat in ett par låtar i studio, bland andra låten "Toner & Buller", men dom var främst ett Live Band.  

## Ny våg på väg 1982
Fri fart var med i det direktsänta radioprogrammet "Ny våg" där de fick spela live på premiär, men också så spelades låten "Olssons Café" på radion.
Den versionen av Olssons Café som spelades på ny våg fanns också med i kassettbandet "Drömmar i Faksimile", som var en samling med massa låtar som spelades bl.a i Ny Våg. Kassettbandet gavs ut av "Modernes Pop" som var tidningar till bl.a Ny Våg.

## Några låtar
Här är en lista på några låtar som Fri Fart har skrivit.
- Olsson's Café
- Säg mig det jag vill veta
- Brasilia
- Toner & Buller
- Fräcka väckra vibrationer
- Låt dom få vara med
- Framåt
- Den siste charmören
- Regn